# Sébastien Bruzzese
Sébastien Bruzzese (Liegi, 1º marzo 1989) è un calciatore belga di origini italiane, portiere svincolato.

## Palmarès

### Club

#### Competizioni nazionali
- Campionato belga: 1

Club Bruges: 2015-2016
- Supercoppa del Belgio: 1

Club Bruges: 2016